# Bergspaka
Bergspaka (Agouti taczanowskii eller Cuniculus taczanowskii) är en däggdjursart som först beskrevs av Jean Stanislaus Stolzmann 1865.  Agouti taczanowskii ingår i släktet Agouti och familjen pakor. Inga underarter finns listade.

## Utseende
Arten når en kroppslängd av 60 till 82 cm och en vikt av 6 till 12 kg. I längden ingår en kort svans. Djuret kännetecknas av en står bål, ett stort huvud med stora ögon samt av små extremiteter. På den rödbruna till chokladbruna (eller svartaktiga) pälsen förekommer flera vita fläckar. Jämförd med arten paka har bergspakan en tätare underull. Dessutom är pälsen mjukare hos bergspakan. De vita fläckarna på bålen bildar linjer.

## Utbredning
Denna gnagare förekommer i Sydamerika från norra Venezuela till norra Bolivia. Den vistas där i bergstrakter (Anderna) som är 1500 till 3700 meter höga. Regionen är täckt av skog.

## Ekologi
Bergspakan är aktiv på natten och den vilar på dagen i självgrävda under jordiska bon. Individerna lever ensam när honan inte är brunstig. Reviren av en hanne och en hona överlappar varandra och de träffas ibland för parningen. Födan utgörs av frukter, nötter och andra växtdelar som hamnade på marken. Ofta transporterar arten födan i sina kindpåsar till boet.
Fortplantningssättet är antagligen lika som hos pakan med flera kullar per år.